# 海斯及哈靈頓車站
海斯和哈靈頓火車站（英語：Hayes and Harlington Railway  Station )是一個服務於倫敦希靈頓區的西倫敦海斯和哈靈頓地區的火車站。它位於距離倫敦柏靈頓火車站10英里71鏈（17.5公里；10.89英里）的地方，並且位於西雷德頓站和紹索爾火車站之間。
它長期以來一直作為大西部鐵路主線上的一個次要停靠站，並且是通往希斯路機場支線的起點。自21世紀初建造這條支線以來，往返希斯路機場的客運列車運行，該支線受益於一個立交橋路口。該車站由伊利沙伯綫線管理，大部分服務也由伊利沙伯綫提供，晚間服務則由大西部鐵路提供。

## 歷史
該車站位於由伊桑巴德·金德姆·布魯內爾設計的大西部鐵路主線上，該線從倫敦柏靈頓火車站鋪設至伯克郡中部和西部的主要城鎮、碧仙桃、南威爾斯，並後來直接延伸至伯明翰和湯頓。這條鐵路線是分段開通的；其第一段於1838年6月4日在塔普洛的臨時梅登黑德火車站終止，以便完成該臨時停靠點以西的泰晤士河單跨高架磚拱橋的建設。海斯和哈靈頓車站於1868年或1864年開放。
從1883年3月1日起，該車站（當時稱為海斯）由區域鐵路提供服務，運行路線為市長官邸站至溫莎（中央）。該服務於1885年9月30日因經濟效益不佳而停止。
電影《海斯車站的火車》展示了火車通過車站的立體聲效果，這部影片是從車站北部已關閉的Aeolianpianola工廠屋頂拍攝的。這家工廠在鋼琴公司因欺詐和技術過時而倒閉後被HMV收購。這部電影幾乎是艾倫·布魯姆萊恩發明的伴隨動態影像的立體聲音的首次展示。
1961年，售票處被替換成一座現代設計的建築，該建築架設在一個橫跨鐵路線的混凝土基座上。

## 車站描述
車站設有五個月台，其中四個是通過月台，一個是終點站的月台。1號和2號月台僅在某些工程進行期間和支線中斷期間使用；3號和4號月台用於往返倫敦、希斯路機場、雷丁和牛津郡的服務（這些是停站服務）；5號月台是一個終點站的月台，曾用於每半小時一班到柏靈頓的接駁服務。5號月台能容納一列8節車廂的列車；2、3和4號月台能容納九節車廂的列車，1號月台能容納五節車廂的列車。作為橫貫鐵路改善工程的一部分，3號和4號月台已經加長。所有月台都通過一座人行天橋與新車站建築物相連，這是橫貫鐵路車站改善計劃的一部分，其中包括通往所有月台的無障礙通道，通往車站路和車站進入/High Point Village的無障礙通道。海斯與哈靈頓的所有支線都已電氣化。

## 機場交叉路口
機場交叉路口毗鄰著火車站，是短途希斯路機場支線的交匯點。因此，從倫敦柏靈頓火車站到機場的線路已於2018年初電氣化，作為現代化主線的一部分。該交匯處位於車站西側，由兩條主線的高速轉轍器組成，「下行」（遠離倫敦）線向左彎向機場，而「上行」（朝向倫敦）線則通過混凝土高架橋，跨過上下行主線。這種結構使得前往倫敦的電動列車可以同時加入主線，同時西行的快車可以服務下行主線。

## 服務
截至2023年5月的時刻表顯示，典型的伊利沙伯綫平日非尖峰時段的服務為：
- 每小時4班（每小時列車數）西行至希希斯路機場4號客運大樓。
- 每小時2班西行至希斯路機場5號客運大樓。
- 每小時2班西行至雷丁
- 每小時2班西行至梅登黑德
- 每小時2班東行至沈菲仙菲爾德
- 每小時8班東行至修道院森林
深夜服務由大西部鐵路運營，西行至雷丁和迪德科特公園，東行至柏靈頓。可以使用蠔卡「隨行支付」以及無接觸式支付進行起點或終點在海斯和哈林頓的行程。

## 引用
1. ↑  . 維基百科，自由的百科全書. 2024-04-16 （中文（繁體））.